# Лавань, Дени
Дени Лавань (фр. Denis Lavagne; род. 9 июля 1964, Безье) — французский футбольный тренер.

## Карьера
Дени Лавань никогда не играл в футбол профессионально. В тренерское дело он попал благодаря своему отцу Леонсу Лаваню. Ему он ассистировал в нескольких французских командах. Не сумев начать самостоятельную карьеру на родине, француз уехал в Африку. Там он добился успехов с камерунским «Котон Спортом». Вместе с ним он несколько раз выигрывал местный чемпионат. В октябре 2011 года Лавань возглавил сборную Камеруна. Однако через год из-за слабых результатов он был уволен со своего поста.
Затем француз работал с другими африканскими командами, в числе которых были тунисский «Этуаль дю Сахель» и ряд египетских коллективов.

## Достижения
- Чемпион Камеруна (4): 2007, 2008, 2010, 2011
- Обладатель Кубка Камеруна (3): 2007, 2008, 2011
- Обладатель Кубка Туниса: 2013
- Чемпион Судана: 2017